# کچکد
کِچکِد (به مجاری:  Kecskéd) یک شهرداری در مجارستان است که در ناحیه اوروسلانی واقع شده‌است. کچکد ۱۱٫۰۸ کیلومتر مربع مساحت و ۱٬۹۲۷ نفر جمعیت دارد.